# Lamholmen (Bømlo)
Ne doit pas être confondu avec Lamholmen (Bergen), Lamholmen, Lamholmen (Fitjar), Lamholmen (Lindås) ou Lamholmen (Alver).
Lamholmen est une île norvégienne du comté de Hordaland appartenant administrativement à Bømlo.

## Description
Rocheuse et désertique, à fleur d'eau, elle s'étend sur environ 389 m de longueur pour une largeur approximative de 123 m.  